# Guido Gezelle
Guido Gezelle (Bruges, 1º maggio 1830 – Bruges, 27 novembre 1899) è stato un prete e poeta belga, noto per la sua poesia, scritta in dialetto fiammingo occidentale e ispirata da un forte senso religioso e dall'amore per la natura, uniti a una grande sensibilità lirica.
Le sue prime opere poetiche furono le raccolte Vlaamsche dichtoefeningen e Kerkhofbloemen del 1858.
Entrato in conflitto con la gerarchia ecclesiastica dovette abbandonare il seminario di Roulers in cui insegnava.
La sua produzione poetica risentì della crisi interiore in cui si era venuto a trovare a causa del dissidio con l'autorità ecclesiastica.
Le sue opere più importanti sono: Gedichten, gezangen en gebeden del 1862, Tijdkrans del 1893, Rijmsnoer om en om het Jaar del 1897, Laatste Verzen del 1902.
Stijn Streuvels, un altro famoso scrittore fiammingo, era suo nipote per essere figlio della sorella.
A Bruges, città belga in cui nacque e morì, gli è dedicato un museo.